# Сігету-Сілванієй
Сігету-Сілванієй (рум. Sighetu Silvaniei) — село у повіті Селаж в Румунії. Входить до складу комуни Кієшд.
Село розташоване на відстані 408 км на північний захід від Бухареста, 22 км на північний захід від Залеу, 83 км на північний захід від Клуж-Напоки.

## Населення
За даними перепису населення 2002 року у селі проживали 566 осіб.
Національний склад населення села:
| Національність | Кількість осіб | Відсоток |
| -------------- | -------------- | -------- |
| румуни         | 534            | 94,3%    |
| цигани         | 30             | 5,3%     |

Рідною мовою назвали:
| Мова      | Кількість осіб | Відсоток |
| --------- | -------------- | -------- |
| румунська | 551            | 97,3%    |
| циганська | 13             | 2,3%     |